# Autorský arch
Autorský arch obsahuje 20 normostran (36 000 znaků). Je to vlastně stejná měrná jednotka jako Vydavatelský arch, pouze s tím rozdílem, že do celkového počtu autorských archů dané publikace nejsou započítány různé technické texty, které do publikace přidává sám vydavatel, tedy tiráž, knižní obálka a další doprovodné technické prvky příslušné tiskoviny.
Zkratka uváděná v českých knihách je AA.

## V zahraničí
V Sovětském svazu měl autorský arch 40 tisíc znaků.

## Příklad
- V knize Obrázkový svět z roku 1985 je uvedeno: 27,16 AA (text 5,92, ilustrace 21,24), 27,31 VA)[2]